# Pfarrgemeinderat
Der Pfarrgemeinderat (abgekürzt PGR) ist ein Gremium in einer katholischen Pfarrgemeinde/Kirchengemeinde, das sich aus gewählten, berufenen und amtlichen Mitgliedern zusammensetzt. Zu den amtlichen Mitgliedern gehören der zuständige Pfarrer, die anderen Pfarrgeistlichen und die pastoralen Mitarbeiter. Der Pfarrgemeinderat hat die Aufgabe, in allen Fragen, die die Pfarrgemeinde betreffen, beratend oder beschließend mitzuwirken. In dieser Form ist er nur im deutschen Sprachraum eingeführt. Seine Funktion ist zu unterscheiden von dem in can. 536 CIC beschriebenen Pastoralrat, der unter Vorsitz des zuständigen Pfarrers nur die Aufgabe hat, bei der Förderung der Seelsorgstätigkeit mitzuhelfen. Der Pfarrgemeinderat wurde eingerichtet, um die Mitverantwortung aller Christgläubigen (Laienapostolat) deutlicher spürbar und sichtbar zu machen. Er ist zu unterscheiden von der Kirchenverwaltung, da er sich nicht um die Vermögens- und Personalfragen kümmert.

## Pfarrgemeinderatswahl
Meist wird der Pfarrgemeinderat von den Mitgliedern der Pfarrgemeinde gewählt. Wer gewählt werden darf und wer nicht, hängt von der jeweiligen Satzung der Diözese ab. In einigen Diözesen kommen zu den gewählten Laien und den Seelsorgern noch einige vom Gremium berufene Mitarbeiter, etwa für Bereiche wie Caritas, Kinder- und Jugendarbeit. An der Wahl können in einigen Diözesen auch Gläubige teilnehmen, die nicht in der Pfarrei wohnen. In vielen Diözesen haben die Eltern jeweils das halbe Stimmrecht für ihre Kinder unter 16 Jahren. Gewählt werden darf in vielen Bistümern bereits ab 14 Jahren. Vereinzelt (z. B. im Bistum Essen) wird der Pfarrgemeinderat aus entsendeten Vertretern von Gemeinderäten gebildet, die wiederum in den in einer Pfarrei bestehenden Kirchengemeinden gewählt werden.
Je nach Größe der Pfarrgemeinde und der Ordnung der jeweiligen Diözese sind Mitgliederzahl und Aufgaben dieses Gremiums verschieden festgelegt. In mittelgroßen Pfarrgemeinden hat der PGR etwa zehn bis fünfzehn gewählte Mitglieder, wozu noch einige Delegierte kommen.

## Geschichtlich
Die Einrichtung von Pfarrgemeinderäten geht auf einen Beschluss des Zweiten Vatikanischen Konzils (1962–1965) zurück. Das Dekret Apostolicam actuositatem über das Apostolat der Laien regt die Einrichtung „beratender Gremien“ in den Pfarrgemeinden an (vgl. AA 26).
Nach dem II. Vatikanischen Konzil war die Frage, wie die Beschlüsse von dort im deutschsprachigen Raum umgesetzt werden. Von 1972 bis 1975 tagte in Würzburg die Synode der Deutschen Bistümer, dort wurden die Beschlüsse des II. Vatikanischen Konzils auf die Situation in Deutschland übertragen. Durch die Ratifizierung der Diözesanbischöfe wurden die gemeinsamen Beschlüsse der Synode in allen Ortskirchen umgesetzt. Laien und Kleriker wollten in der Synode gemeinsam die Ideen des Konzils realisieren und auf die veränderte gesellschaftliche Situation reagieren. Zu den wesentlichen Elementen zählte eine stärkere Beteiligung der Gläubigen, nicht nur in der Liturgie, sondern auch in den Entscheidungsprozessen der katholischen Kirche. Ein wesentliches Element dafür sollte der neu konzipierte Pfarrgemeinderat sein, dessen Mitglieder fortan meist zu zwei Dritteln von allen Wahlberechtigten gewählt wurden.

## Ausschüsse und Agenden
Um seine Arbeit leisten zu können, bildet der Pfarrgemeinderat mehrere Ausschüsse – in größeren Pfarrgemeinden etwa zu den Themenbereichen Liturgie, Mission, Caritas, Jugend, Ehe und Familie, Senioren, Massenmedien, Festgestaltung, Bau und Verwaltung. In diese Ausschüsse werden meist auch Nichtmitglieder des PGR berufen, was zu einer breiteren Mitarbeit der Kirchenbesucher führt.
Für die Diözesen in Deutschland gilt im Rückgriff auf die Würzburger Synode (1976):
- Lediglich beratend wird der Pfarrgemeinderat bei allen Angelegenheiten tätig, die dem Pfarrer als beauftragtem Seelsorger und Leiter der Gemeinde übertragen sind, zum Beispiel Liturgie und Sakramentenspendung.
- Beschließen kann er Maßnahmen, die den Dienst der Gemeinde für die Gesellschaft und die Welt betreffen, zum Beispiel Caritas, Medien, Eine-Welt-Projekte, Politik und Kirchenasyl.
- Nicht in die Zuständigkeit des Pfarrgemeinderates fallen in den meisten Diözesen Fragen der Vermögensverwaltung. Für sie ist der Pfarrverwaltungsrat, die Kirchenverwaltung oder der Kirchenvorstand zuständig.

Eine Abstimmung zwischen dem Kirchenvorstand, der Kirchenverwaltung oder dem Pfarrverwaltungsrat ist sinnvoll. Gegenseitige personelle Vertretungen sind in der Regel in den jeweiligen Satzungen verankert.

## Regionale Besonderheiten
In Österreich und einigen süddeutschen Diözesen ist der Pfarrgemeinderat bzw. der Kirchengemeinderat neben der Pfarrmitarbeit auch für die Vermögensverwaltung zuständig und in diesem Bereich auch beschlussfähig.
Eine Ausnahme in den Agenden bildet in Deutschland das Bistum Regensburg. Hier wurde 2005 can. 536 des weltweit geltenden kirchlichen Gesetzbuchs CIC (1983) anders interpretiert als in den übrigen deutschen Diözesen, in denen bis heute die Vereinbarung der Gemeinsamen Konferenz von Zentralkomitee der deutschen Katholiken und Deutscher Bischofskonferenz gilt, wonach der deutsche Pfarrgemeinderat ein aliud (anderes), aber ein nicht totaliter aliud (völlig anderes) zu can. 536 ist: Die Leitungsfunktion des Pfarrers in pastoralen und theologischen Fragen wird durch ein umfassendes Vetorecht sichergestellt. Can. 536 des CIC lautet: „§ 1. Wenn es dem Diözesanbischof nach Anhörung des Priesterrates zweckmäßig scheint, ist in jeder Pfarrei ein Pastoralrat zu bilden, dem der Pfarrer vorsteht; in ihm sollen Gläubige zusammen mit denen, die kraft ihres Amtes an der pfarrlichen Seelsorge Anteil haben, zur Förderung der Seelsorgstätigkeit mithelfen. § 2. Der Pastoralrat hat nur beratendes Stimmrecht und wird durch die vom Diözesanbischof festgesetzten Normen geregelt.“
Im Bistum Rottenburg-Stuttgart wird der Pfarrgemeinderat als Kirchengemeinderat (kurz KGR) bezeichnet.
In den evangelischen Kirchen sind für das gewählte Leitungsgremium der Gemeinde die Bezeichnungen Kirch(en)gemeinderat, Gemeindevorstand, Gemeindekirchenrat, Presbyterium oder Ältestenkreis gebräuchlich (vgl. dazu Kirchengemeindeleitung). Abhängig von der Kirchenverfassung gehen die Kompetenzen dabei über die eines Pfarrgemeinderates hinaus und erstrecken sich auf sämtliche Fragen des Gemeindelebens bis hin zur Wahl eines Gemeindepfarrers.

## Kritik
Bereits im ersten Jahrzehnt seiner Einführung wurde am PGR bemängelt, dass die Mitglieder meistens aus der Mittel- oder Oberschicht einer Pfarrbevölkerung stammen. Diese habe zur Folge, "daß Leute mit geringerer Artikulationsfähigkeit eindeutig benachteiligt" seien. Arbeiter seien selten integriert. Kirchenferne Gruppen hätte im PGR kaum eine Stimme. Die Ratsmitglieder seien durch das PGR faktisch klerikalisiert. Insgesamt seien wenige Mitglieder der Pfarrei bereit, für den PGR zu kandidieren. Darüber hinaus sei die rechtliche Kompetenz des PGR in vielen Einzelfragen nicht eindeutig geklärt.